# Dream Team (manga)
Pour les articles homonymes, voir Dream Team (homonymie).
Dream Team (あひるの空, Ahiru no Sora) est un shōnen manga écrit et dessiné par Takeshi Hinata. Le manga est prépublié depuis décembre 2003 dans le magazine Weekly Shōnen Magazine de l'éditeur Kōdansha. La version française du manga est publiée par Glénat depuis juillet 2011. La publication de la version française est passée au format double au tome 17 afin de continuer la série malgré les ventes insuffisantes du titre.
La mise en circulation de la série au Japon est de 19 000 000 d'exemplaires en décembre 2012 et de 24 millions en juin 2020.
Une adaptation en anime de 50 épisodes par le studio Diomedéa est diffusée du 2 octobre 2019 au 30 septembre 2020 sur TV Tokyo et en simulcast sur Crunchyroll.

## Synopsis
L'histoire commence avec la rencontre entre Sora Kurumatani et Chiaki Hanazono qui lui demande quelque chose à manger. Après une discussion, Sora part à son nouveau au lycée et va dans le gymnase pour jouer au basket, mais il se rend vite compte que le club de basket n'est qu'un ramassis de racailles qui ne veulent pas y jouer. Comment faire pour construire son équipe et motiver les élèves ?

## Personnages
Sora Kurumatani (車谷 空, Kurumatani Sora)
Personnage principal du manga, il est complexé par sa petite taille (1,49 m) mais cela ne le décourage pas. Sa spécialité est le tir à trois points.
Momoharu Hanazono (花園百春, Hanazono Momoharu)
Capitaine de l'équipe de basketball du lycée Kuzuryu, son comportement a amené son club à être considéré comme une mine de mauvaises fréquentations. Malgré ses défauts, il est rempli de qualités et possède un sens des responsabilités sans failles. Sur un terrain de basket, il joue plus généralement au poste 4 (Ailier fort) et se distingue grâce à sa détente qui lui est utile dans la bataille pour le rebond. Cependant, son niveau de tir est médiocre ce qui ne lui permet d'exploiter pleinement son potentiel.
Chiaki Hanazono (花園 千秋, Hanazono Chiaki)
Personnage étrange se baladant toujours avec un paquet de gâteaux apéritifs dans les mains, il est le frère jumeau de Momoharu et étudie dans le même lycée que celui-ci. Malgré son caractère particulier, son talent pour le basketball est indéniable. Son meilleur atout reste le domaine de la passe où il excelle tout particulièrement. Sa taille atypique pour un meneur, ses passes à l'aveugle et son caractère font immédiatement penser au joueur américain Magic Johnson.
Kenji Natsume (夏目健治, Natsume Kenji)
Surnommé "Tobi", il étudie au lycée Kuzuryu. Lors de ses premières apparitions, il est considéré comme un garçon à problème se révélant extrêmement doué pour le basket-ball. Il accepte de rejoindre l'équipe à la suite de divers événements. Sur un terrain de basket, c'est un scoreur maniant l'art de la pénétration et du shoot avec aisance et parcimonie. Son don pour le basketball, sa taille (1,78 m), son agilité, sa coudière et sa coupe de cheveux sont probablement des clins d'œil au meneur américain Allen Iverson. En dehors du basket, il est le seul de l'équipe à avoir du succès auprès des filles.

## Manga
Le manga Dream Team a débuté en décembre 2003 dans le magazine Weekly Shōnen Magazine. Le premier volume relié est publié par Kōdansha le 17 mai 2004. La série a connu une pause entre octobre 2013 et mars 2014,.
La version française est publiée par Glénat depuis juillet 2011. En raison des faibles ventes de la série, celle-ci passe en format double à partir de février 2015 (tome double 17-18).

## Anime
L'adaptation en anime est annoncée le 28 février 2018. La série est dirigée par Shingo Tamaki, avec Keizō Kusakawa en chef directeur, et écrite par Gō Zappa. L'animation est réalisée par le studio Diomedéa. Le premier épisode est diffusé le 2 octobre 2019 sur TV Tokyo et AT-X.
Le premier générique de début est Happy Go Ducky! par The Pillows et le premier générique de fin est Tsubasa par Saji. Le deuxième générique de début est Never Mind par Flumpool tandis que le second générique de fin est Over par Yuma Uchida. Le troisième générique de début est Hummingbird par BLUE ENCOUNT et le troisième générique de fin est Hikari Sasu Hou e par Mamoru Miyano. Le quatrième générique de début est Rebirth par Acidman et le quatrième générique de fin est Taiyō ran'nā par Shōgo Sakamoto.